# 阿尔玛·马勒
阿爾瑪·馬勒（德語：Alma Mahler，1879年8月31日—1964年12月11日），奧地利作曲家、作家、編輯、社會名流，出生于維也納。她曾先后是作曲家古斯塔夫·馬勒、建築師沃爾特·格羅佩斯和小說家法兰兹·威尔佛的妻子，也是幾位名人的伴侶，特別是畫家奥斯卡·柯克西卡。

## 生平

### 馬勒
1901年11月，阿爾瑪·辛德勒與古斯塔夫·馬勒在一個聚會上相識。彼時，馬勒是維也納劇院總監，他在指揮事業的發展，仍遠勝於作曲的成績。阿爾瑪和古斯塔夫的婚禮在1902年3月9日舉行。

## 作品節選
她至少为十七首聲樂和鋼琴歌曲作过曲，她的沙龍成為藝術場景的一部分，首先是維也納，然後是洛杉磯和紐約。

## 外部連結
- Alma Mahler's voice （页面存档备份，存于）
- Biographical sketch and pictures
- 在Find a Grave上的阿尔玛·马勒
- Finding aid to the Mahler-Werfel papers  （页面存档备份，存于） at the University of Pennsylvania Libraries （页面存档备份，存于）
- Franz Werfel Family papers （页面存档备份，存于） at the Leo Baeck Institute, New York]
- 阿尔玛·马勒的免费乐谱，由国际乐谱典藏计划提供
- 中的“Mahler, Alma Schindler”